# Passalus nodifrons
Passalus nodifrons (лат.) — вид сахарных жуков рода Passalus из семейства пассалиды (Passalidae). Неотропика (Боливия). Длина около 3 см. Гемибрахиптерные. Отличается следующими признаками: передний лобный край головы слабо вогнут, без выемки медиально; медиально-лобная область с шероховатой поверхностью; цефалический узелок крупный; внутренние бугорки крупные, но меньше латеро + медиально-лобных бугорков, от которых отделены; переднелобные гребни отсутствуют, заднелобные гребни прямые и крупные; престернум со скудным опушением; мезостернальные бороздки отсутствуют; эпиплевры и плечи голые. Dibb (1948) описал этот вид на основании экземпляров из «Боливии: Ла-Пас», указав, что у него «надкрылья спаяны». До настоящего времени никто не приводил других экземпляров этого вида. Известен музейный экземпляр, соответствующий оригинальному описанию, со следующей этикеткой: Перу. Бокерон. Лорето. VIII.[1]948 / Passalus nodifrons Dibb, P. Pereira det. 1967. В 1948 году департамент Лорето стал больше, а затем был разделен на Лорето и Укаяли. В Укаяли есть место под названием Бокерон-дель-Падре-Абад, это каньон в горе, достигающей 1300 м над уровнем моря.